# Zegris eupheme
Zegris eupheme là một loài bướm trong họ Pieridae.